# Сєнніков Дмитро Олександрович
Дмитро Олександрович Сєнніков (рос. Дмитрий Александрович Сенников, нар. 24 червня 1976, Санкт-Петербург) — російський футболіст, що грав на позиції захисника.
Більшу частину кар'єри провів у «Локомотиві» (Москва), з яким став дворазовим чемпіоном Росії, триразовим володарем Кубка Росії та дворазовим володарем Суперкубка Росії. Також грав за національну збірну Росії, у складі якої брав участь у чемпіонаті світу та Європи.

## Клубна кар'єра
Дмитро Сєнніков народився 24 червня 1976 року в Ленінграді, після школи вступив до Інституту інженерів водного транспорту, виступав за футбольну команду цього вузу. Довчився лише до третього курсу — на запрошення Гіві Нодії перейшов у петербурзький «Локомотив», що знаходився тоді в Першій лізі. Згодом зроблений на користь футболу вибір назвав вірним, однак про відсутність вищої освіти відгукнувся з жалем: «Вчитися в інституті, працюючи в порту, було не дуже перспективно. Тепер, правда, прикро — не вдалося отримати освіту, а від руки міг легко накреслити портовий кран в розрізі!».

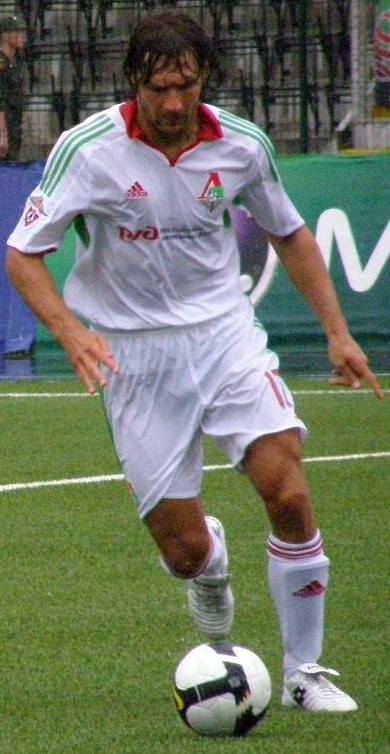
Дмитро Сєнніков під час виступів за «Локомотив» (Москва). 19 липня 2009 року.

Нодія сказав гравцеві, що якщо відсутній досвід він буде компенсувати працездатністю, самовіддачею і самовідданістю, то отримає можливість грати, в іншому випадку замість нього вийде зрілий футболіст. Сєнніков виправдав довіру тренера і в першому ж сезоні взяв участь в 36 матчах з 40, ставши повноправним членом команди, у другому — вийшов на поле у всіх сорока матчах. В 1998 році отримав можливість перейти в «Зеніт», однак після роздумів вибрав наступним своїм клубом ЦСКА.
В армійській команді зіткнувся з жорсткою конкуренцією і велику частину часу змушений був проводити на лаві запасних. ЦСКА виступав у той час вкрай невдало, опинившись за підсумками тринадцятого туру аж на 14-му місці турнірної таблиці, атмосфера в команді різко погіршилася, тому футболіст почав замислюватися про зміну обстановки. Покинув клуб під час літнього трансферного вікна відразу після звільнення Павла Садирина, зробивши вибір на користь менш іменитого ярославського «Шинника». Перехід відбувся багато в чому завдяки Нодії, який порадив Давиду Кіпіані, тодішньому тренеру ярославців, взяти Сєннікова до себе в склад. Пізніше захисник відгукувався про «Шиннік» як про хороший, дружній колектив, і висловив бажання залишитися там довше, якби не почалася чехарда з тренерами".
Садирін, що у 1999 році став головним тренером казанського «Рубіна», покликав свого колишнього гравця до себе в нову команду. Сенніков вірив тренеру і чітко виконував усі його вказівки, провів 41 матч в чемпіонаті. Клуб не показував гідних результатів: з розіграшу Кубка Росії казанці вилетіли вже на стадії чвертьфіналу, зазнавши розгромної поразки 0:3 від «Аланії», а за підсумками чемпіонату посіли лише сьоме місце. Як результат, керівництво не стало продовжувати контракт із Садиріним, а Сєнніков теж не затримався в команді і перед сезоном 2000 року перейшов у московський «Локомотив».
Саме з «Локомотивом» пов'язані всі основні досягнення футболіста, у складі цієї команди він двічі ставав чемпіоном Росії, три рази вигравав Кубок і двічі — Суперкубок Росії. У цей період своєї кар'єри активно викликався на матчі національної збірної, у проміжку 2002—2005 представляв збірну країни у 26 іграх.
28 листопада 2010 року вирішив завершити кар'єру професійного футболіста, проте 5 грудня відмовився від своїх слів, висловивши бажання продовжити виступи. Після перерви, пов'язаної з травмою, оголосив про можливе повернення у футбол. Всього в Прем'єр-лізі провів 207 ігор, забив 5 м'ячів.

## Виступи за збірну
27 березня 2002 року дебютував в офіційних іграх у складі національної збірної Росії в товариському матчі проти Естонії (1:2). У тому ж році він поїхав на чемпіонат світу 2002 року в Японії і Південній Кореї, де зіграв в одному матчі групового етапу проти Бельгії (2:2).
Через два роки у складі збірної був учасником чемпіонату Європи 2004 року у Португалії. На полях Португалії Дмитро був головним захисником збірної Росії і зіграв у всіх трьох групових іграх: проти Іспанії (0:1), Португалії (0:2) та Греції (2:1), але команда не вийшла з групи.
Всього протягом кар'єри у національній команді, яка тривала 4 роки, провів у формі головної команди країни 26 матчів.

## Титули і досягнення
- Чемпіон Росії (2):

«Локомотив» (Москва): 2002, 2004
- Володар Кубка Росії (3):

«Локомотив» (Москва): 1999-2000, 2000-01, 2006-07
- Володар Суперкубка Росії (2):

«Локомотив» (Москва): 2003, 2005

## Особисте життя
Дружина Анна, у лютому 2009 року у них народився син Максим. У червні 2013 року пара розлучилася.